# Kasteel Ravenhof (Torhout)
Kasteel Ravenhof is een kasteel in het centrum van de Belgische stad Torhout, en is omringd door een kasteelpark. De Dienst voor Toerisme van de stad is in het gebouw gevestigd.

## Geschiedenis
Het kasteel dateert uit de vroegste geschiedenis van de stad. Sommigen vermoeden zelfs dat het dateert van voor de stadswording. Het huidige gebouw zou zijn gebouwd op de fundamenten van een bouwwerk dat er tussen de 13de en 15de eeuw stond. Het was een omwalde site met opper- en neerhof, die bewoond werd door verschillende notabele families. In de 17de eeuw werd het bewoond door de familie Decuypere. Tussen de huidige Wollemarkt, Kortemarkstraat en Zuidstraat baatte deze familie de grootste linnenblekerij uit van de stad (aan de huidige Blekerijstraat). In de 18de eeuw kwam het domein in handen van de grootgrondbezittersfamilie de Potter.
Halverwege de 19de eeuw werd dokter René Van Oye eigenaar. Deze richtte in 1863 de vlaszwingelarij-linnenfabriek op en bouwde tussen 1850 en 1874 een aantal woningen op voor zijn arbeiders ("Van Oye’s reke"). In 1885 werd het kasteeltje volledig herbouwd, waarna Oscar Hostyn het in 1906 samen met de omringende fabrieksgebouwen kocht, en er zijn schoenfabriekje vestigde. Tijdens de Eerste Wereldoorlog was het een verblijfplaats voor de Duitse soldaten. In 1920 volgen er restauratiewerken en nadien kwam het domein in handen van de familie Couppé. Vanaf 1960 verkrotte het domein. Begin jaren 90 werd Ravenhof door de stad gerenoveerd. Momenteel is de Torhoutse Dienst voor Toerisme er gevestigd. Vanaf 1997 werd het Museum voor Torhouts Aardewerk en de Stedelijke Gildekamer erin ondergebracht.